# Xã Grand Prairie, Quận Nobles, Minnesota
Xã Grand Prairie (tiếng Anh: Grand Prairie Township) là một xã thuộc quận Nobles, tiểu bang Minnesota, Hoa Kỳ. Năm 2010, dân số của xã này là 206 người.